# عبدالعزیز الجبرین
عبدالعزیز الجبرین (انگلیسی: Abdulaziz Al-Jebreen؛ زادهٔ ۱۹ آوریل ۱۹۹۰) یک ورزشکار اهل عربستان سعودی است.
از باشگاه‌هایی که در آن بازی کرده‌است می‌توان به باشگاه فوتبال النصر عربستان سعودی، باشگاه فوتبال الرائد عربستان سعودی، و تیم ملی فوتبال عربستان سعودی اشاره کرد.
وی همچنین در تیم ملی فوتبال عربستان سعودی بازی کرده است.